# Myriostoma
Myriostoma är ett släkte av svampar. Enligt Catalogue of Life ingår Myriostoma i familjen jordstjärnor, ordningen Geastrales, klassen Agaricomycetes, divisionen basidiesvampar och riket svampar, men enligt Dyntaxa är tillhörigheten istället familjen jordstjärnor, ordningen Phallales, klassen Agaricomycetes, divisionen basidiesvampar och riket svampar.
|            | Geastrum                               |
|            |                                        |
|            | Radiigera                              |
|            |                                        |
|            | Sphaerobolus                           |
|            |                                        |
|            | Nidulariopsis                          |
|            |                                        |
|            | Geasteroides                           |
|            |                                        |
| Myriostoma | \| \| Myriostoma coliforme \| \| \| \| |
|            | \| \| Myriostoma coliforme \| \| \| \| |
|            | Schenella                              |
|            |                                        |
|            | Phialastrum                            |
|            |                                        |
|            | Myriostoma coliforme                   |
|            |                                        |

|  | Myriostoma coliforme |
|  |                      |

## Källor

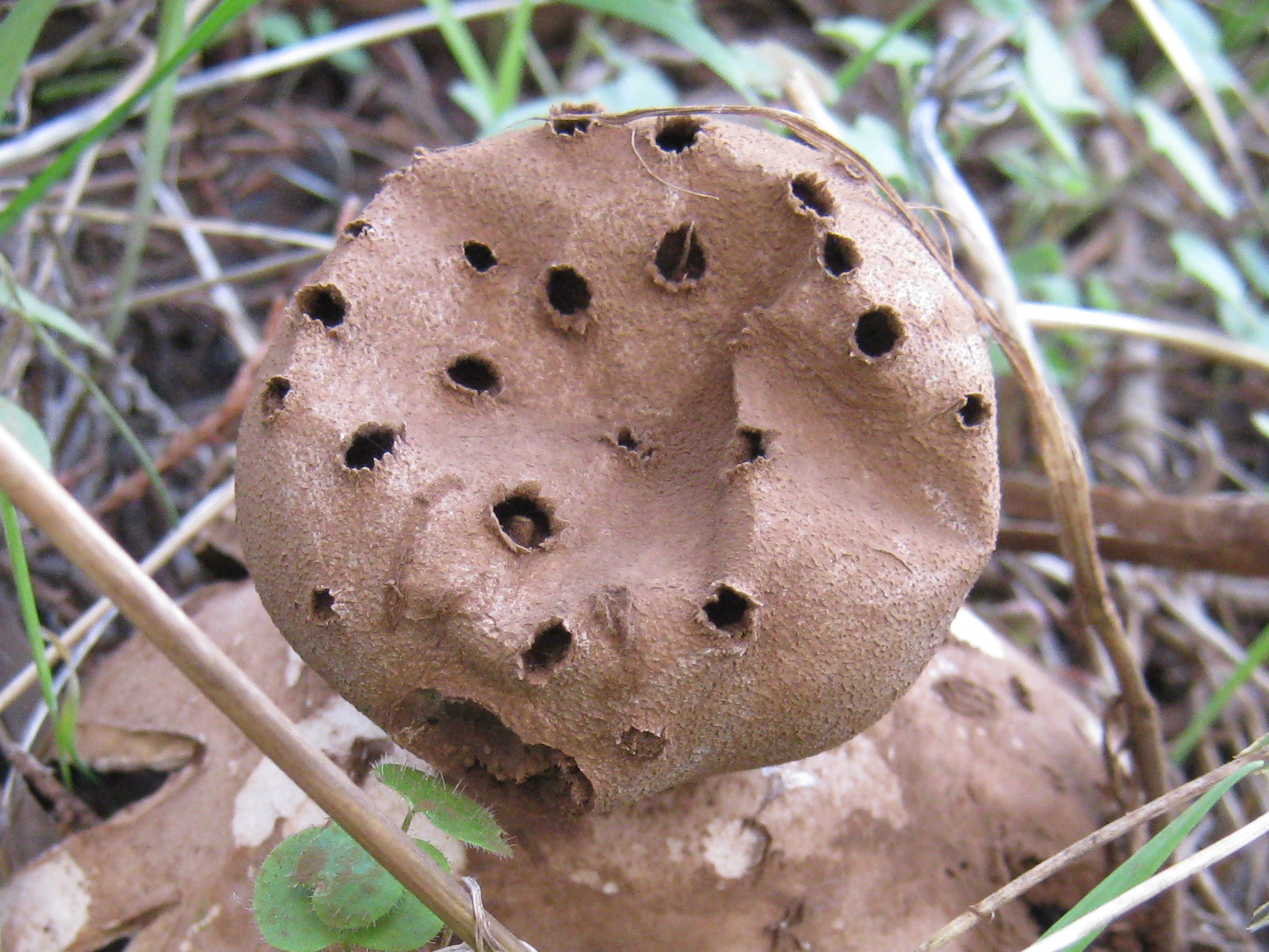
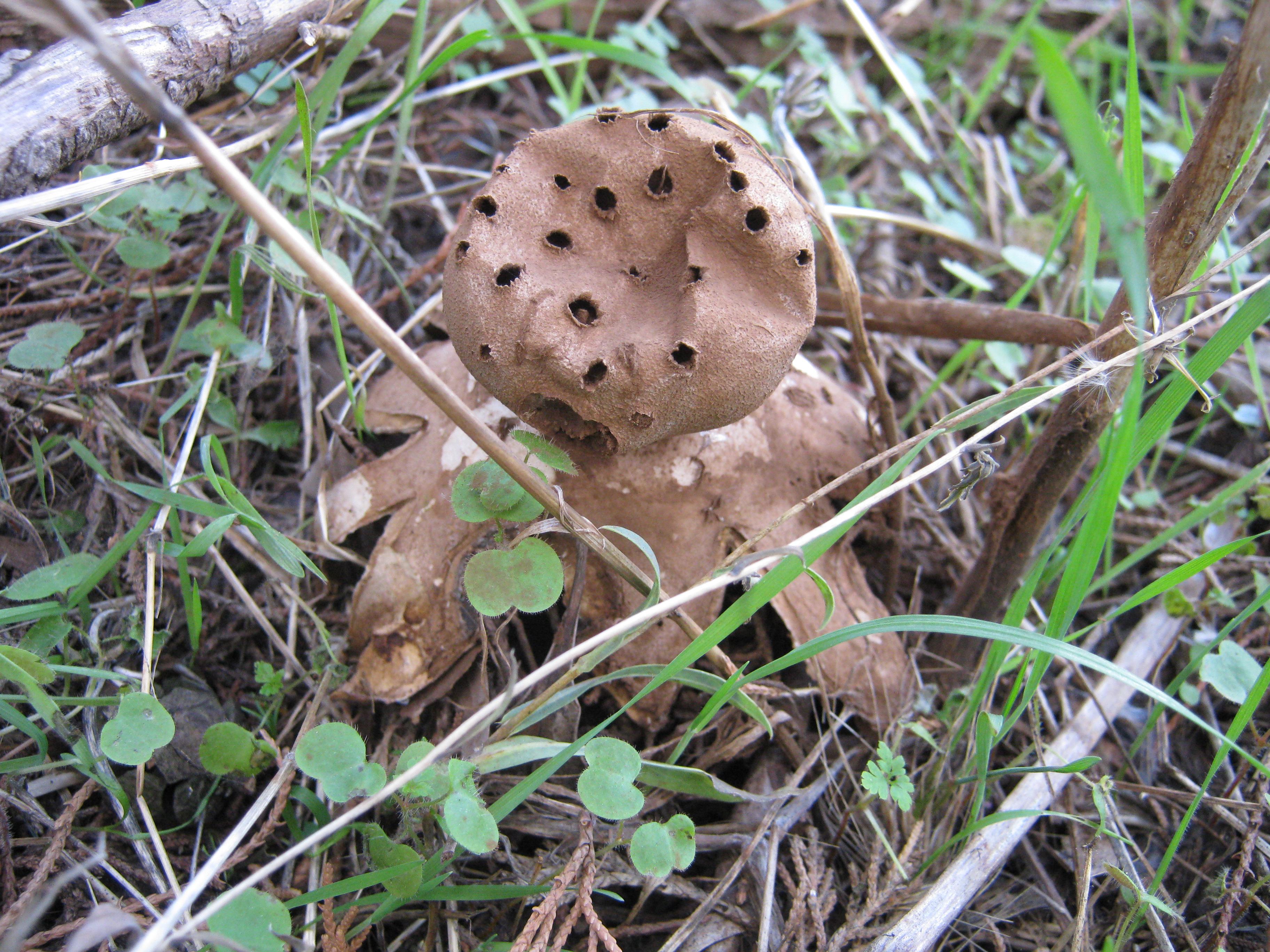
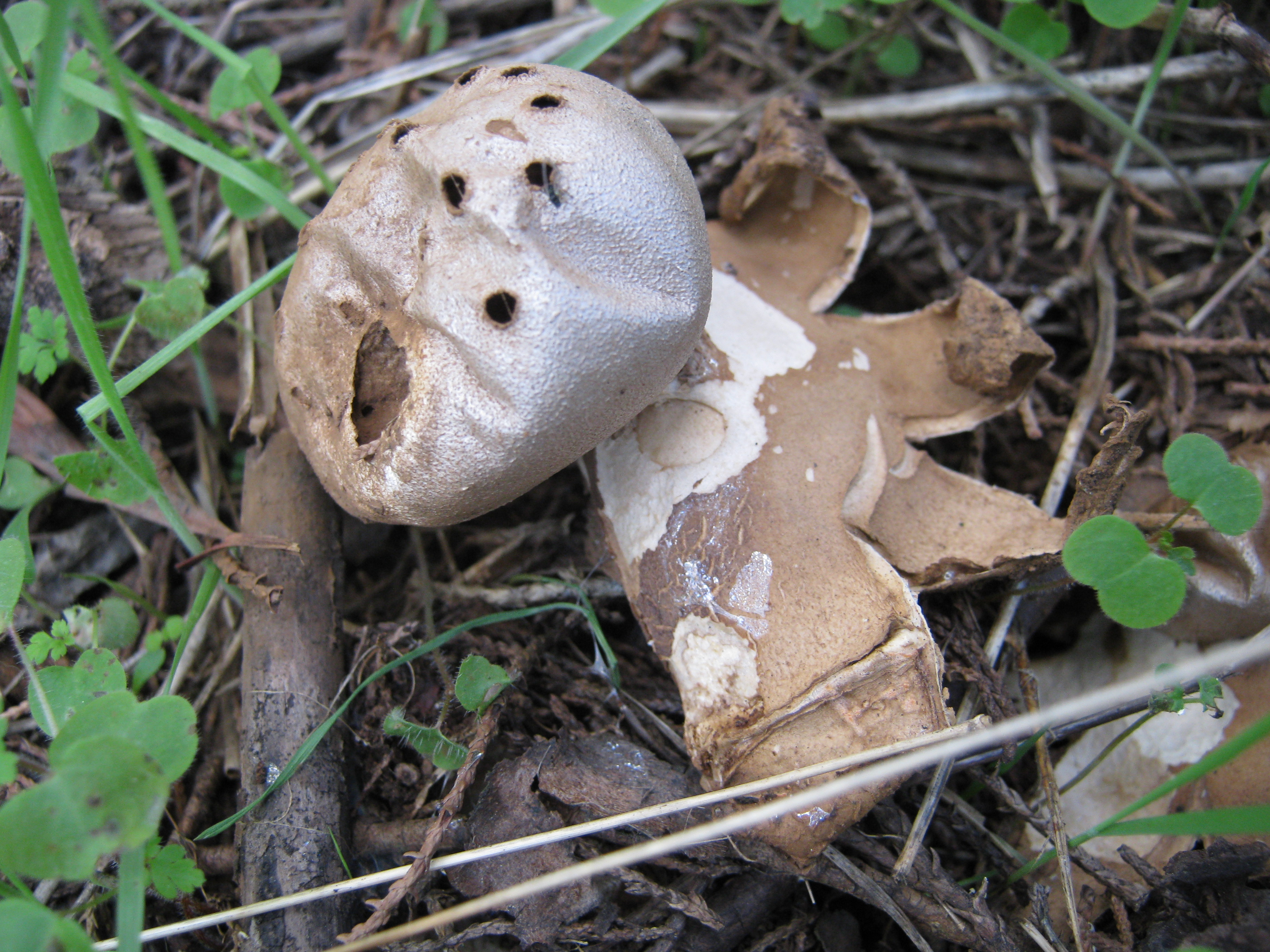
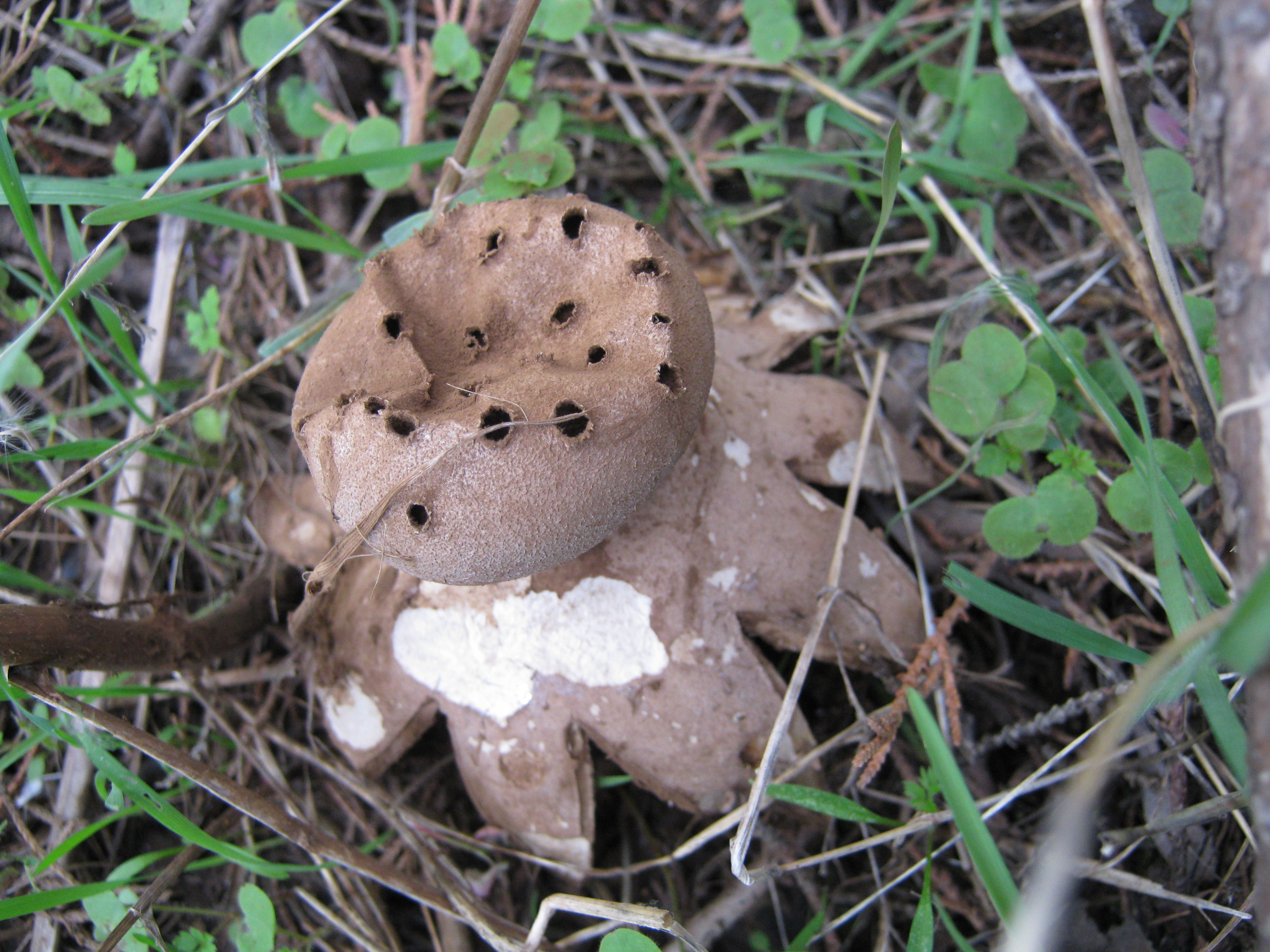
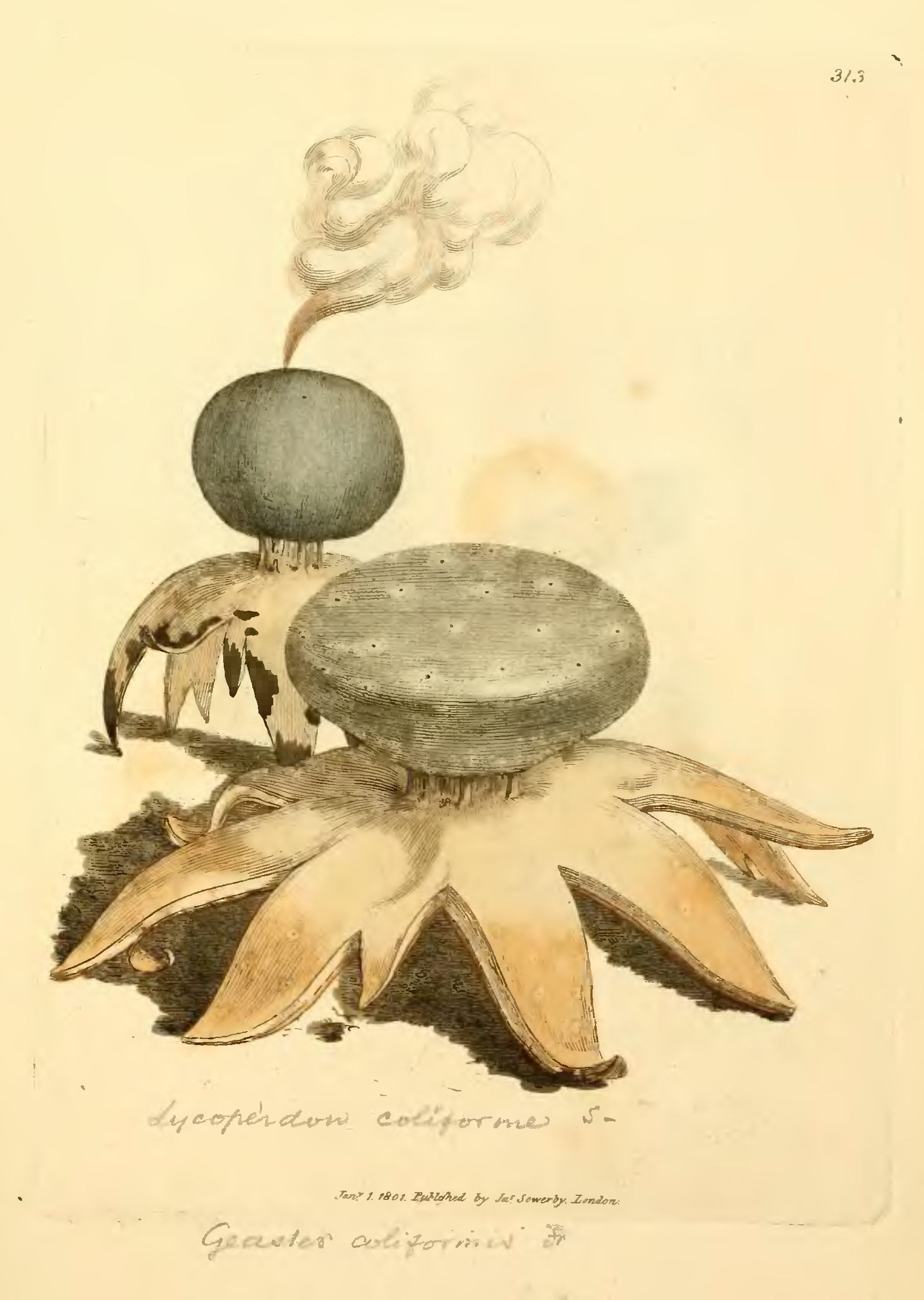
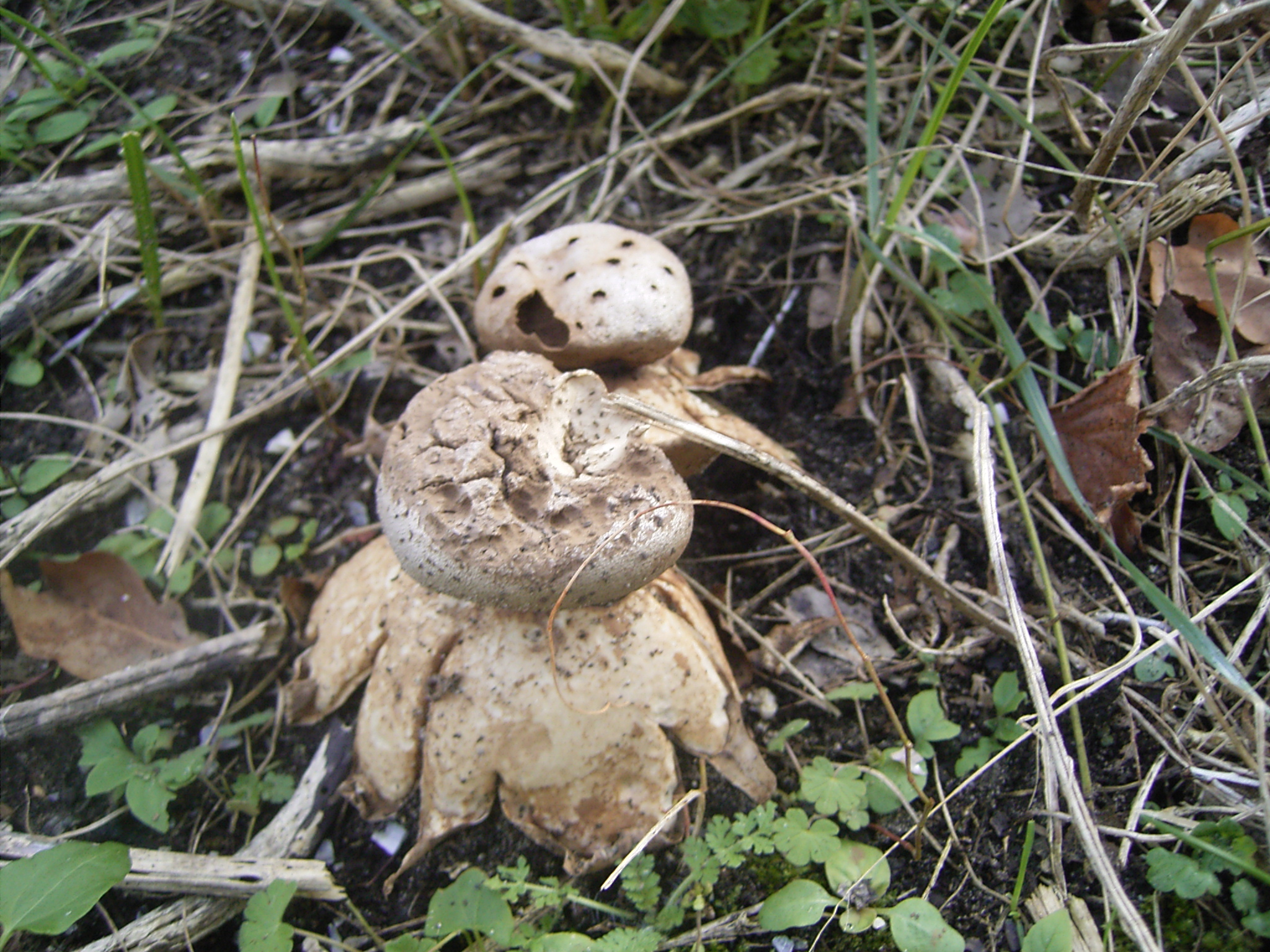
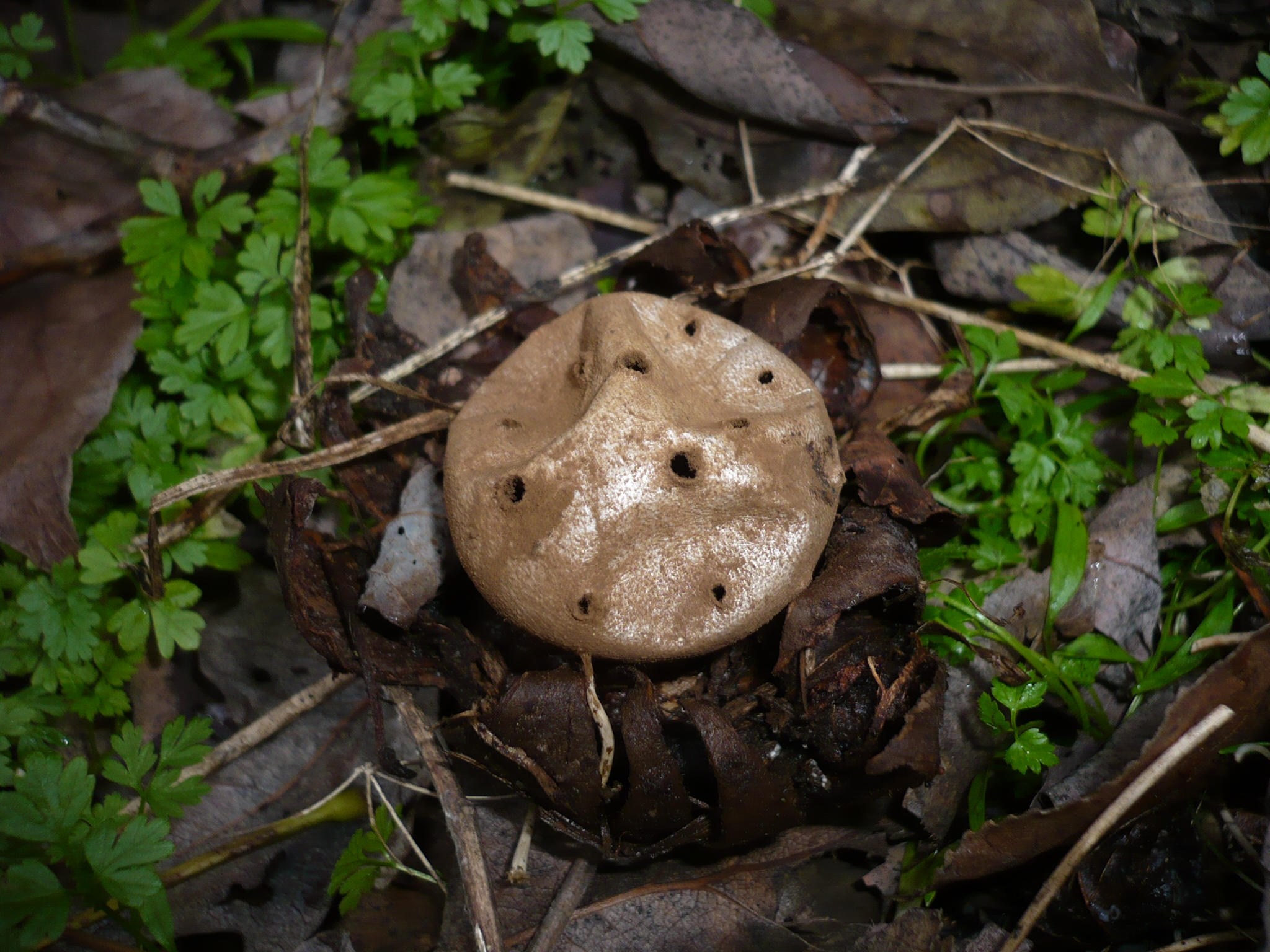
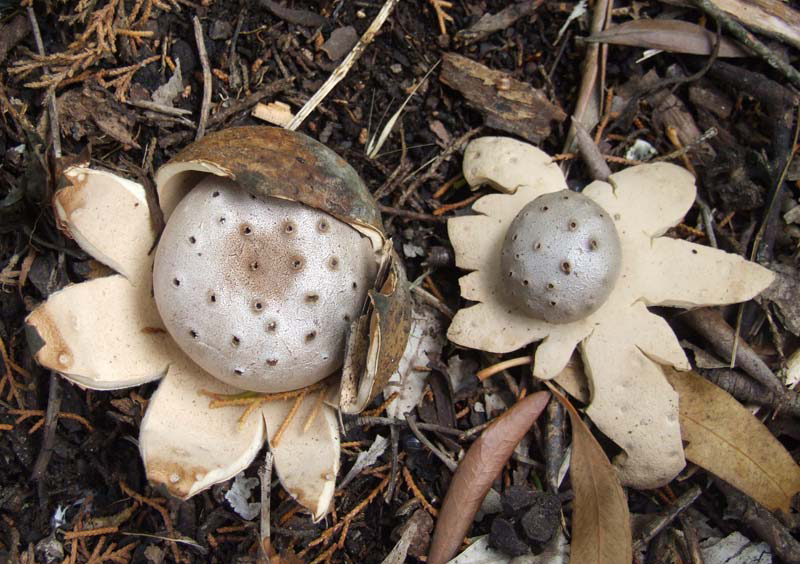
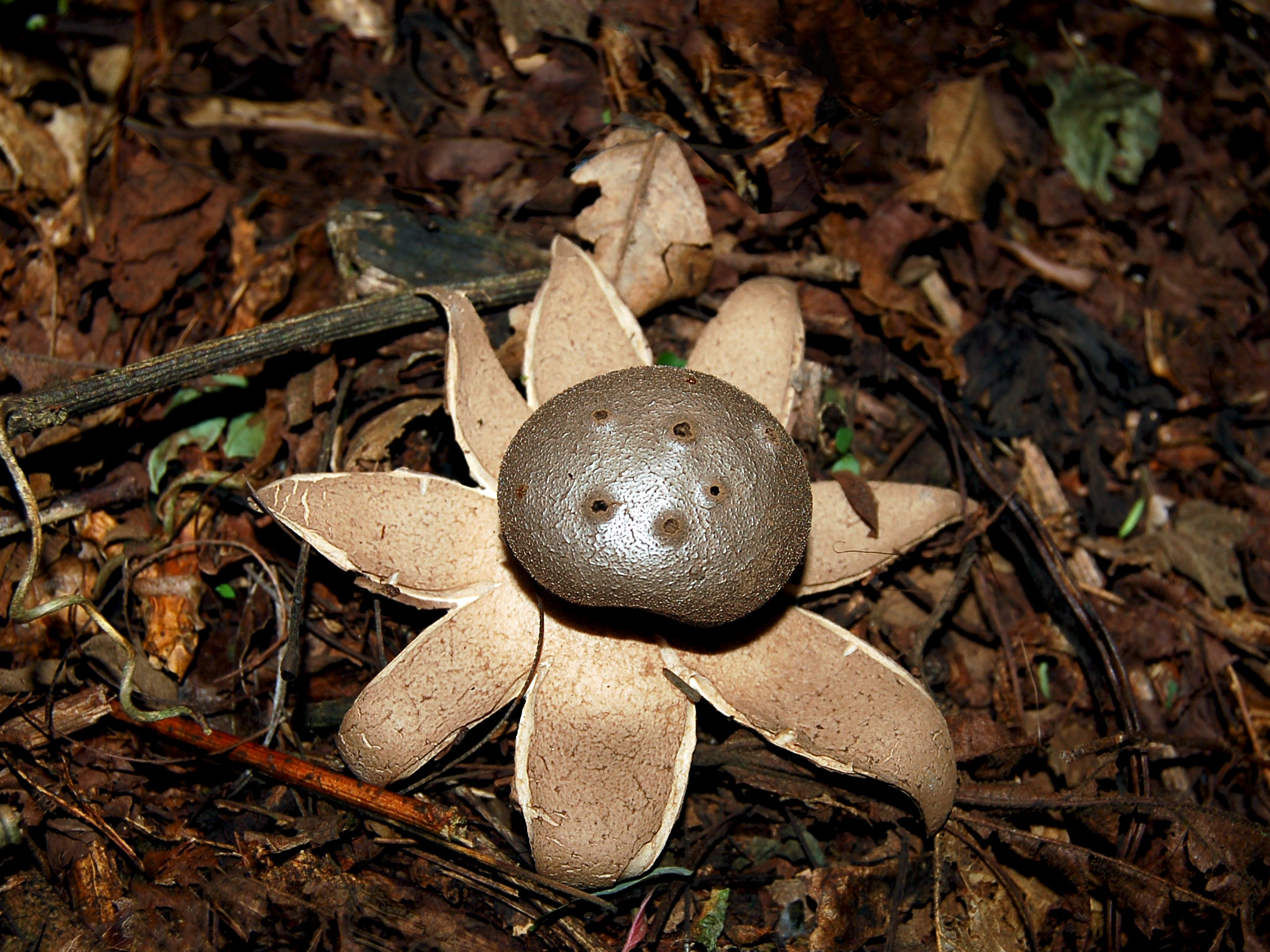